# سیارک ۱۹۵۳
سیارک ۱۹۵۳ (به انگلیسی: 1953 Rupertwildt، نامگذاری:1951UK) هزار و نهصد و پنجاه و سومین سیارک کشف شده‌است که در ۲۹ اکتبر ۱۹۵۱ کشف شد.
قدر مطلق سیارک برابر ۱۱٫۸۰ است.